# (5409) Saale
(5409) Saale (1962 SR) – planetoida z pasa głównego asteroid okrążająca Słońce w ciągu 4,23 lat w średniej odległości 2,62 j.a. Odkryta 30 września 1962 roku.